# Orophia
Orophia is een geslacht van vlinders van de familie grasmineermotten (Elachistidae).

## Soorten
- O. ammopleura (Meyrick, 1920)
- O. denisella (Denis & Schiffermüller, 1775)
- O. eariasella (Walker, 1864)
- O. ferrugella (Denis & Schiffermüller, 1775)
- O. hadromacha (Meyrick, 1937)
- O. haemorrhanta (Meyrick, 1924)
- O. haeresiella (Wallengren, 1875)
- O. languidula (Meyrick, 1921)
- O. madagascariensis (Viette, 1951)
- O. melicoma (Meyrick, 1931)
- O. mendosella (Zeller, 1868)
- O. ochroxyla (Meyrick, 1937)
- O. pachystoma (Meyrick, 1921)
- O. quadripunctella (Viette, 1955)
- O. roseoflavida (Walsingham, 1881)
- O. sordidella

Krijtlandmot (Hübner, 1796)
- O. taurina (Meyrick, 1928)
- O. tetrasticta (Meyrick, 1917)
- O. thesmophila (Meyrick, 1930)
- O. toulgoetianum (Viette, 1954)
- O. tranquilla (Meyrick, 1927)
- O. transfuga (Meyrick, 1911)
- O. xanthosarca (Meyrick, 1917)
- O. zernyi (Szent-Ivany, 1942)